# Johann Leonhard Frisch
Johann Leonhard Frisch (ur. 19 marca 1666 w Sulzbach, zm. 21 marca 1743 w Berlinie) – niemiecki językoznawca, leksykograf; entomolog, ornitolog, miedziorytnik.

## Życiorys
Urodził się w Bawarii, w rejencji Górny Palatynat. Pochodził z protestanckiej rodziny o tradycjach prawniczych. Studiował orientalistykę i teologię na uniwersytecie w Altdorf k. Norymbergi oraz nauki przyrodnicze na uniwersytecie w Jenie. Po ukończeniu studiów teologii został pomocniczym kaznodzieją na Węgrzech. Powrócił do kraju w 1683 i zajął się rolnictwem. Zainteresowanie ideami oświecenia wzbudziła w nim podróż po Holandii. W Berlinie podjął pracę w szkolnictwie kościelnym, m.in. jako rektor gimnazjum. Z rekomendacji Gottfrieda Wilhelma Leibniza został w 1706 roku przyjęty do Berlińskiego Towarzystwa Naukowego (Berliner Societät der Wissenschaften).

## Działalność naukowa
Frisch ma znaczące zasługi dla rozwoju językoznawstwa slawistycznego, głównie dzięki pracy Historia linguae sclavonicae (6 Abhandlungen, Berlin 1727-36). Zasłużył się również w badaniach germanistycznych i romanistycznych. Należy do prekursorów badań historyczno-porównawczych. Jego porównania wyrazów w różnych językach opierają się na dogłębnych badaniach źródłowych. Pisał podręczniki, zajmował się tłumaczeniami. 
Dużą renomę w świecie naukowym zyskał też jako przyrodnik. W latach 1720–1738 opublikował 13 zeszytów z opisami owadów występujących na terenie Niemiec (Beschreibung von allerlei Insekten in Deutschland).  Opublikował też opisy ptaków najczęściej występujących w Niemczech (Vorstellung der Vögel Deutschlands…), ukończony przez jego syna Jodocusa Leopolda w 1763. Kiedy król pruski zlecił mu zajęcie się produkcją jedwabiu, założył na terenie Berlina plantacje morwowe. Udoskonalił produkcję farby „Berliner Blau”.   

### Frisch jako leksykograf
Jest autorem obszernego słownika niemiecko-łacińskiego Teutsch-lateinisches Wörterbuch (2 tomy, Berlin 1741), nad którym pracował przez 50 lat.
Podobnie jak Matthias Kramer i Kaspar Stieler odwołuje się Frisch do teorii Schotteliusa (Stammworttheorie), grupując hasła wokół tzw. wyrazów rdzennych. 
Charakterystyczną cechą jego słownika była próba zarejestrowania zarówno niemieckiego słownictwa współczesnego, jak i z wcześniejszych okresów. Autor odwołał się do źródeł pisanych począwszy od XV wieku. Słownik miał służyć rozumieniu dawniejszych tekstów. Rejestrował słownictwo ogólne, ale również słownictwo dialektalne i leksykę różnych grup zawodowych. Tym samym można uznać Frischa za prekursora leksykografii języków fachowych. Słownictwo przestarzałe i potoczne oznaczone zostało za pomocą gwiazdki. Słownik zawiera też wiele informacji etymologicznych.  
Jakob Grimm nazwał słownik Frischa „pierwszym naukowym słownikiem niemieckim” („erstes gelehrtes deutsches Worterbuch”). 
Frisch jest też autorem słownika francusko-niemieckiego i niemiecko-francuskiego, który miał wiele wydań, również po śmierci autora. Französisch-Teutsches und Teutsch-Französisches Wörterbuch (pierwsze wydanie 1712). 